# America (álbum de America)
America es el primer álbum de estudio de la banda America lanzado a finales de 1971. El primer sencillo "A Horse with No Name" se convirtió en un éxito mundial a principios de 1972, el álbum fue relanzado con esa pista.
El álbum fue para el número 1 en el Billboard chart de álbumes en los Estados Unidos y permaneció allí durante cinco semanas. Generó dos singles de éxito: "A Horse with No Name" pasó tres semanas en el n.º 1, (que alcanzó el puesto número 3 en la tabla adulto contemporáneo), y "I Need You" llegó al número 9 de la lista y N.º 7 en la tabla de AC.
El álbum fue certificado platino por la RIAA por ventas de más de un millón de unidades en los EE. UU.

## Lista de canciones
Lado 1
| Side 1 |                        |              |             |          |  |
| N.º    | Título                 | Escritor(es) | Lead vocals | Duración |  |
| 1.     | «I Need You»           | Beckley      | Beckley     | 3:05     |  |
| 2.     | «Rainy Day»            | Dan Peek     | Peek        | 2:55     |  |
| 3.     | «Never Found the Time» | Peek         | Peek        | 3:50     |  |
| 4.     | «Clarice»              | Beckley      | Beckley     | 4:01     |  |
| 5.     | «Donkey Jaw»           | Peek         | Bunnell     | 5:17     |  |
| 6.     | «Pigeon Song»          | Bunnell      | Bunnell     | 2:18     |  |

## Posicionamiento en lista
| Año  | Lista | Posiciones |
| ---- | ----- | ---------- |
| 1971 | US    | 1          |
| 1971 | AUS   | 3          |
| 1971 | NOR   | 22         |
| 1971 | UK    | 14         |

Sencillos
| Año  | Sencillo               | Lista | Posiciones |
| ---- | ---------------------- | ----- | ---------- |
| 1972 | "A Horse with No Name" | US    | 1          |
| 1972 | "A Horse with No Name" | US AC | 3          |
| 1972 | "A Horse with No Name" | AUS   | 2          |
| 1972 | "A Horse with No Name" | NL    | 12         |
| 1972 | "A Horse with No Name" | UK    | 3          |
| 1972 | "I Need You"           | US    | 9          |
| 1972 | "I Need You"           | US AC | 7          |
| 1972 | "I Need You"           | AUS   | 81         |